# Episodi di NCIS - Unità anticrimine (undicesima stagione)
L'undicesima stagione della serie televisiva NCIS - Unità anticrimine è stata trasmessa sul canale statunitense CBS a partire dal 24 novembre 2013 al 13 maggio 2014.
Il doppio episodio La città della mezzaluna (Crescent City) è il backdoor pilot del secondo spin-off nella serie, NCIS: New Orleans.
In Italia è stata trasmessa in prima visione assoluta su Rai 2 dal 9 marzo al 30 novembre 2014.
| nº | Titolo originale          | Titolo italiano                        | Prima TV USA      | Prima TV Italia   |
| -- | ------------------------- | -------------------------------------- | ----------------- | ----------------- |
| 1  | Whiskey Tango Foxtrot     | Nel mirino                             | 24 settembre 2013 | 9 marzo 2014      |
| 2  | Past, Present and Future  | Passato, presente e futuro             | 1º ottobre 2013   | 16 marzo 2014     |
| 3  | Under the Radar           | Volare a bassa quota                   | 8 ottobre 2013    | 23 marzo 2014     |
| 4  | Anonymous Was a Woman     | Il rifugio                             | 15 ottobre 2013   | 30 marzo 2014     |
| 5  | Once a Crook              | Anton e Marie                          | 22 ottobre 2013   | 6 aprile 2014     |
| 6  | Oil & Water               | Acqua e petrolio                       | 29 ottobre 2013   | 13 aprile 2014    |
| 7  | Better Angels             | Il codice Jalaa                        | 5 novembre 2013   | 27 aprile 2014    |
| 8  | Alibi                     | Alibi                                  | 12 novembre 2013  | 4 maggio 2014     |
| 9  | Gut Check                 | Test d'ingresso                        | 19 novembre 2013  | 18 maggio 2014    |
| 10 | Devil's Triad             | La Triade del Diavolo                  | 10 dicembre 2013  | 22 maggio 2014    |
| 11 | Homesick                  | Il contagio                            | 17 dicembre 2013  | 1º giugno 2014    |
| 12 | Kill Chain                | Angelus                                | 7 gennaio 2014    | 2 giugno 2014     |
| 13 | Double Back               | Punto e a capo                         | 14 gennaio 2014   | 21 giugno 2014    |
| 14 | Monsters and Men          | L'ultima mossa                         | 4 febbraio 2014   | 28 settembre 2014 |
| 15 | Bulletproof               | A prova di proiettile                  | 25 febbraio 2014  | 5 ottobre 2014    |
| 16 | Dressed to Kill           | Vestito per uccidere                   | 4 marzo 2014      | 19 ottobre 2014   |
| 17 | Rock and a Hard Place     | La stella del rock                     | 18 marzo 2014     | 26 ottobre 2014   |
| 18 | Crescent City, Part 1 e 2 | La città della mezzaluna (1 e 2 parte) | 25 marzo 2014     | 10 novembre 2014  |
| 19 | Crescent City, Part 1 e 2 | La città della mezzaluna (1 e 2 parte) | 1º aprile 2014    | 10 novembre 2014  |
| 20 | Page Not Found            | Pagina non trovata                     | 8 aprile 2014     | 2 novembre 2014   |
| 21 | Alleged                   | Tolleranza zero                        | 15 aprile 2014    | 9 novembre 2014   |
| 22 | Shooter                   | Senzatetto                             | 29 aprile 2014    | 16 novembre 2014  |
| 23 | The Admiral's Daughter    | La figlia dell'ammiraglio              | 6 maggio 2014     | 23 novembre 2014  |
| 24 | Honor Thy Father          | Onora tuo padre                        | 13 maggio 2014    | 30 novembre 2014  |

## Nel mirino
- Titolo originale: Whiskey Tango Foxtrot
- Diretto da: Tony Wharmby
- Scritto da: Gary Glasberg

### Trama
Dopo l'esplosione a un evento a Washington, il Segretario della Marina rimane ucciso. La squadra è ancora sospesa dal servizio, ma Gibbs viene mandato in Iran per investigare sul caso della testa del marine piena di radiazioni, ma una volta sul posto Gibbs finisce in un'imboscata e viene salvato da Parsons, lo stesso agente che li aveva fatti sospendere. L'agente Fornell informa la squadra che gli attentati sono a opera di un gruppo terroristico il cui capo è Parsa. Di Nozzo nel frattempo cerca di rintracciare Ziva con la quale si scambia SMS. Non riuscendo nell'intento, si rivolge ad Adam il contatto di Ziva conosciuto a Berlino. Le tracce di Ziva portano a una casa sicura dove però vengono ritrovati tre cadaveri, ma di Ziva nessuna traccia, soltanto la sua collana, segno che lei era stata lì.
- Ascolti USA: telespettatori 20 020 000[2]
- Ascolti Italia: telespettatori 2 546 000 – share 8,60%[3]

## Passato, presente e futuro
- Titolo originale: Past, Present and Future
- Diretto da: James Whitmore Jr.
- Scritto da: Gary Glasberg (soggetto); Scott Williams e Gina Lucita Monreal (sceneggiatura)

### Trama
Tony è sempre alla ricerca di Ziva e decide di partire per Tel Aviv, al suo arrivo viene contattato dal Mossad e inizia a collaborare con Adam e con il nuovo direttore del Mossad Orli Elbaz. Durante le ricerche Adam e Tony incontrano una vecchia amica d'infanzia di Ziva, la dottoressa Bashan. La dottoressa dice a Tony che Ziva le ha parlato molto di lui, l'ultima volta che si sono incontrate e ha capito che Ziva ama Tony. Intanto il nuovo Segretario della Marina e la squadra investigano su un gruppo terroristico, il cui obiettivo è un certo Mendez. Tony scopre che la dottoressa Bashan gli ha mentito riguardo a Ziva e scopre che non riceverà nessun aiuto da lei. Il tempo passa e Tony è riuscito a trovare Ziva, ma nasconde questo fatto ai suoi ex compagni di squadra. I due cercano di chiarirsi, ma la posizione di Ziva è irremovibile. Nonostante dichiari esplicitamente il suo amore, la donna è decisa a cambiare vita, a causa di una conversazione avuta con la sua amica. Intanto la squadra riesce a capire che il vero attentatore è lo stesso Mendez, che Gibbs uccide. Ziva e Tony si salutano nonostante l'insistenza di Tony per farla ritornare a casa con lui. Sul volo di ritorno Tony trova nel suo taschino il ciondolo di Ziva.
- Ascolti USA: telespettatori 19 978 000[4]
- Ascolti Italia: telespettatori 2 616 000 – share 8,98%[5]

## Volare a bassa quota
- Titolo originale: Under the Radar
- Diretto da: Dennis Smith
- Scritto da: Frank Cardea e George Schenck

### Trama
Dopo l'esplosione dell'appartamento di un tenente della marina in cui perde la vita un civile, la squadra inizia a ricercare le cause dell'incidente, scoprendo che il marine è psicologicamente instabile ed in possesso di oltre 90 kg di esplosivo ed è dotato di un brevetto aereo e di un biposto. L'ipotesi di un imminente attentato, fa scattare l'allarme antiterrorismo. In tutto questo McGee ha perso il suo distintivo a un concerto e deve presentarsi alla disciplinare. Una splendida intuizione di Tim e con l'aiuto di Abby, amica di un gruppo musicale molto seguito, risolverà il problema.
- Ascolti USA: telespettatori 18 328 000[6]
- Ascolti Italia: telespettatori 2 536 000 – share 8,59%[7]

## Il rifugio
- Titolo originale: Anonymous Was a Woman
- Diretto da: Terrence O'Hara
- Scritto da: Steven D. Binder

### Trama
Dopo il ritrovamento di un cadavere di una donna che aveva assunto l'identità di un soldato deceduto, Gibbs e McGee si recano in Afghanistan in un rifugio per donne afghane collegato a Mike Franks.
- Altri interpreti: Lolita Davidovich, Tehmina Sunny, Shani Atias, Ramon De Ocampo, Jasmine Di Angelo, Sarah Fasha, Alexander Wraith, Nena Za
- Ascolti USA: telespettatori 18 830 000[8]
- Ascolti Italia: telespettatori 2 283 000 – share 7,99%[9]

## Anton e Marie
- Titolo originale: Once a Crook
- Diretto da: Arvin Brown
- Scritto da: Christopher Silber

### Trama
Sulla scena di un crimine Di Nozzo rivede un sospettato collegato a un caso di 15 anni prima quando era ancora detective a Baltimora.
- Ascolti USA: telespettatori 18 988 000[10]
- Ascolti Italia: telespettatori 2 634 000 – share 9,39%[11]

## Acqua e petrolio
- Titolo originale: Oil & Water
- Diretto da: Thomas J. Wright
- Scritto da: Jennifer Corbett

### Trama
Il team dell'NCIS si trova ancora una volta ad indagare insieme al CGIS dopo un'esplosione avvenuta su una piattaforma petrolifera.
- Ascolti USA: telespettatori 19 296 000[12]
- Ascolti Italia: telespettatori 2 448 000 – share 8,97%[13]

## Il codice Jalaa
- Titolo originale: Better Angels
- Diretto da: Tony Wharmby
- Scritto da: Gina Lucita Monreal

### Trama
Quando è sulla scena di un crimine Gibbs viene contattato da suo padre per delle faccende personali. Nel frattempo Di Nozzo e McGee, oltre a risolvere il caso, discutono su chi sia il capo durante l'assenza di Gibbs.
- Ascolti USA: telespettatori 19 178 000[14]
- Ascolti Italia: telespettatori 2 486 000 – share 8,82%[15]

## Alibi
- Titolo originale: Alibi
- Diretto da: Holly Dale
- Scritto da: George Schenck e Frank Cardea

### Trama
L'NCIS si occupa di un caso all'apparenza semplice, un caso di omicidio colposo per omissione di soccorso, ma il principale sospettato ha un alibi apparentemente inattaccabile.
- Ascolti USA: telespettatori 19 370 000[16]
- Ascolti Italia: telespettatori 2 216 000 – share 8,03%[17]

## Test d'ingresso
- Titolo originale: Gut Check
- Diretto da: Dennis Smith
- Scritto da: Christopher J. Waild

### Trama
Una riunione ad altissimo livello nella blindatissima sala delle videoconferenze viene intercettata. Viene chiesta la collaborazione dell'agente dell'NSA Ellie Bishop, che pare inserirsi nella squadra di Gibbs.
- Altri interpreti: Emily Wickersham (Ellie Bishop)
- Ascolti USA: telespettatori 19 660 000[18]
- Ascolti Italia: telespettatori 2 279 000 – share 8,61%[19]

## La triade del diavolo
- Titolo originale: Devil's Triad
- Diretto da: Dennis Smith
- Scritto da: Christopher J. Waild

### Trama
Gibbs e la sua squadra indagano sull'omicidio di un militare, eseguito da un clown di strada. Il team scopre che un istruttore di arrampicata conosceva la vittima e che conduceva alcuni loschi traffici.
- Ascolti USA: telespettatori 19 300 000[20]
- Ascolti Italia: telespettatori 2 307 000 – share 9,44%[21]

## Il contagio
- Titolo originale: Homesick
- Diretto da: Dennis Smith
- Scritto da: Christopher J. Waild

### Trama
Alcuni bambini, figli di militari statunitensi, vengono contagiati da uno strano virus che attacca l'apparato respiratorio. Grazie al team di Gibbs, riescono a debellare tale virus prima che causi gravi epidemie.
- Ascolti USA: telespettatori 19 650 000[22]
- Ascolti Italia: telespettatori 2 209 000 – share 8,23%[23]

## Angelus
- Titolo originale: Kill Chain
- Diretto da: Dennis Smith
- Scritto da: Christopher J. Waild

### Trama
Un marine viene ucciso in un parco della città. Si scopre che è stato un drone, simile a quelli usati dalla difesa statunitense. La squadra di Gibbs riesce a capire che dietro a quest'omicidio c'è un'azione di terrorismo volta a colpire un'importante conferenza che si sta svolgendo nella capitale americana.
- Ascolti USA: telespettatori 20 840 000[24]
- Ascolti Italia: telespettatori 2 302 000 – share 9,27%[23]

## Punto e a capo
- Titolo originale: Double Back
- Diretto da: Dennis Smith
- Scritto da: Christopher J. Waild

### Trama
Per fermare Parsa prima che abbandoni il paese, la squadra è sulle tracce del suo collaboratore. McGee intanto, affronta le gravi conseguenze dell'attacco.
- Ascolti USA: telespettatori 19 720 000[25]
- Ascolti Italia: telespettatori 2 012 000 – share 8,23%[26]

## L'ultima mossa
- Titolo originale: Monsters and Men
- Diretto da: Dennis Smith
- Scritto da: Christopher J. Waild

### Trama
La squadra di Gibbs è ancora alla ricerca del terrorista Parsa, che continua nella sua fuga. Bishop, grazie al suo intuito, riesce a capire dove Parsa si è rifugiato e grazie al supporto di una squadra speciale dei marines, viene catturato e portato su una portaerei per essere interrogato da Gibbs. Nel frattempo Abby scopre delle foto sul portatile del terrorista che sono focalizzate sull'agente Bishop. Prima che sia troppo tardi, Gibbs interviene e con uno stratagemma uccide Parsa. Gibbs chiede a Bishop di fare parte permanentemente della squadra, promuovendola come agente dell'NCIS.
- Ascolti USA: telespettatori 19 530 000[27]
- Ascolti Italia: telespettatori 2 323 000 – share 8,89%[28]

## A prova di proiettile
- Titolo originale: Bulletproof
- Diretto da: Dennis Smith
- Scritto da: Christopher J. Waild

### Trama
Dopo aver scoperto un giubbotto antiproiettile difettoso in un veicolo incidentato, il team indaga sulla provenienza di tali giubbotti destinati a personale militare ignaro dei rischi che corre indossandoli. McGee intanto incontra la fidanzata dopo la convalescenza.
- Ascolti USA: telespettatori 17 030 000[29]
- Ascolti Italia: telespettatori 2 248 000 – share 8,11%[30]

## Vestito per uccidere
- Titolo originale: Dressed to Kill
- Diretto da: Dennis Smith
- Scritto da: Christopher J. Waild

### Trama
Mentre DiNozzo raggiunge suo padre appena arrivato in città, si accorge di un falso ufficiale, lo insegue ed è costretto ad ucciderlo perché questi, in realtà un detective privato, minacciava suo padre con la pistola, e finisce sotto inchiesta. Il padre di DiNozzo gli annuncia che si vuole risposare.
- Note. Il titolo è lo stesso di un famoso film di Brian de Palma, che a sua volta riprende un modo di dire che significa "vestito in modo appariscente o molto elegante, comunque per far colpo".
- Ascolti USA: telespettatori 17 850 000[31]
- Ascolti Italia: telespettatori 2 377 000 – share 8,64%[32]

## La stella del rock
- Titolo originale: Rock and a Hard Place
- Diretto da: Dennis Smith
- Scritto da: Christopher J. Waild

### Trama
A un concerto di beneficenza una bomba esplode nel camerino di una vecchia star del rock: Gibbs e la sua squadra vengono incaricati di scoprire l'origine dell'attentato, mentre DiNozzo deve proteggere il musicista ospitandolo a casa sua.
- Guest star: Keith Carradine (Mannheim Gold)

- Ascolti USA: telespettatori 17 110 000[33]
- Ascolti Italia: telespettatori 2 221 000 – share 7,81%[34]

## La città della mezzaluna (prima e seconda parte)
- Titolo originale: Crescent City, Part 1 & 2
- Diretto da: Dennis Smith
- Scritto da: Christopher J. Waild

### Trama
Un comandante della marina in pensione, il mentore di King e uno dei primi agenti del N.C.I.S. insieme a Mike Franks, è stato ucciso. King si reca a Washington per chiedere aiuto alla direzione. Gibbs, arrivato a New Orleans, si confronta con i fantasmi del passato.
- Nota. L'episodio rappresenta il collegamento con lo spin-off NCIS: New Orleans.
- Ascolti USA:
  - prima parte: telespettatori 17 520 000[35]
  - seconda parte: telespettatori 17 160 000[36]
- Ascolti Italia: telespettatori 2 013 000 – share 7,16%[37]

## Pagina non trovata
- Titolo originale: Page Not Found
- Diretto da: Dennis Smith
- Scritto da: Christopher J. Waild

### Trama
Delilah, dopo essere tornata al suo lavoro, chiede aiuto a Gibbs in un caso controverso sulla morte di un ufficiale poco prima di sposarsi. Sarà l'occasione per decidere sul futuro della sua relazione con McGee. Alla fine la donna si trasferisce per una promozione a Dubai promettendo a Tim di mantenere la relazione.
- Guest star: Margo Harshman (Delilah Fielding), Manoel Felciano (funzionario della CIA Jim Brisco), Richard Ruccolo (Ronald Troutman), Donny Boaz (tenente della Marina Kit Jones), Stephanie Lemelin (Melody Hanson), Olesya Rulin (Kim Troutman), Clayton Snyder (Sampson), Tom Everett (capo dell'intelligence della CIA Kirkwood Zaysen), Julia Cho (Ginger Uwanawich), Michelle Anne Johnson (supervisore del controspionaggio Dod Emma Fisher), Erin Allin O'Reilly (Heidi Partridge).
- Ascolti USA: telespettatori 17 390 000[38]
- Ascolti Italia: telespettatori 2 669 000 – share 9,39%[39]

## Tolleranza zero
- Titolo originale: Allegged
- Diretto da: Dennis Smith
- Scritto da: Christopher J. Waild

### Trama
Un ufficiale della Marina viene trovato morto su una strada dopo una rissa. L'N.C.I.S. deve accertare se l'omicidio è dovuto alle confessioni di una collega che è stata stuprata.
- Ascolti USA: telespettatori 17 120 000[40]
- Ascolti Italia: telespettatori 2 313 000 – share 8,17%[41]

## Senzatetto
- Titolo originale: Shooter
- Diretto da: Dennis Smith
- Scritto da: Christopher J. Waild

### Trama
Quando un Marine fotografo scompare prima di fornire la sua testimonianza ad un processo dell'Esercito, il team indaga sia sull'omicidio di cui lui è stato testimone sia sul pezzo a cui stava lavorando sui veterani militari senzatetto nell'area di Washington. Intanto Abby prova ad aiutare una donna senzatetto a riconnettersi con la sua famiglia.
- Ascolti USA: telespettatori 17 250 000[42]
- Ascolti Italia: telespettatori 2 491 000 – share 8,61%[43]

## La figlia dell'ammiraglio
- Titolo originale: The Admiral's Daughter
- Diretto da: Dennis Smith
- Scritto da: Christopher J. Waild

### Trama
Vance affida un compito speciale a DiNozzo: riportare a casa la figlia di un ammiraglio da Marsiglia, ma questo deve rivolgersi al team per chiedere aiuto quando si ritrova in una controversa scena del crimine.
- Ascolti USA: telespettatori 15 880 000[44]
- Ascolti Italia: telespettatori 2 381 000 – share 8,46%[45]

## Onora tuo padre
- Titolo originale: Honor Thy Father
- Diretto da: Dennis Smith
- Scritto da: Christopher J. Waild

### Trama
Mentre Gibbs torna a casa in seguito alla notizia della morte del padre, il team indaga su un incendio a bordo di una nave della Marina. Gibbs inizia a fabbricare una nuova barca, uguale ad un modellino che aveva costruito col padre, per la madre quando stava morendo, perché come diceva suo nonno "chi ha una barca con il suo nome vivrà in eterno".
- Ascolti USA: telespettatori 16 950 000[46]
- Ascolti Italia: telespettatori 2 472 000 – share 8,64%[47]
- Nota: questo episodio rappresenta un tributo all’attore Ralph Waite, deceduto il 13 febbraio 2014, 3 mesi prima della messa in onda americana del sudetto episodio.